# برايان ياكوبس
برايان ياكوبس (30 مارس 1995 كيركراده هولندا - ) هو لاعب كرة قدم هولندي، يلعب كمهاجم.

## وصلات خارجية
- برايان جاكوبس على موقع قاعدة بيانات كرة القدم.إي يو (الإنجليزية)
- برايان جاكوبس على موقع Soccerway.com (الإنجليزية)